# Wołczyn (stacja kolejowa)
Wołczyn – stacja kolejowa w Wołczynie, w województwie opolskim, w powiecie kluczborskim, w Polsce. Według klasyfikacji PKP ma kategorię dworca lokalnego.

## Ruch pasażerski
W roku 2017 stacja obsługiwała 200–299 pasażerów na dobę. W roku 2022 dobowa wymiana pasażerska na stacji wynosiła również 200-299 pasażerów.